# Leptogenys peuqueti
Leptogenys peuqueti é uma espécie de formiga do gênero Leptogenys, pertencente à subfamília Ponerinae.